# جون نورتن
جون نورتن (بالإنجليزية: John Norton)‏ هو لاعب كرة الماء أمريكي، ولد في 27 نوفمبر 1899 في نيويورك في الولايات المتحدة، وتوفي في 24 نوفمبر 1987 في لبنان في الولايات المتحدة.

## وصلات خارجية
- جون نورتن على موقع اللجنة الأولمبية الدولية (الإنجليزية)
- جون نورتن على موقع أوليمبيديا (الإنجليزية)